# Хулиганство
Термин хулиганство се односи на упорно деструктивно, агресивно и злостављачко понашање. Такво понашање се обично повезује са спортским навијачима. Термин се такође односи на деструктивно понашање и вандализам уопште, често под утицајем алкохола и/или дроге. Хулиганство се често дешава без посебног разлога, а мотив је гнев, дивљаштво, асоцијално схватање слободе.

## Етимологија
Реч хулиганство или хулиганизам долази од енглеске речи hooliganism. Постоји неколико теорија о пореклу речи. The Compact Oxford English Dictionary наводи да реч потиче од презимена измишњене силеџијске ирске породице из једне песме која је настала током деведесетих година 19. века. Кларенс Рок у својој књизи Hooligan Nights из 1899, тврди да је реч дошла од Патрика Хулихана (или Хулигана), ирског избацивача и лопова који је живео у Лондону.